# Přemysl
Přemyslⓘ ist ein tschechischer Vorname.

## Namensträger
- Přemysl der Pflüger, mythischer Stammvater des Herrschergeschlechts der Přemysliden
- Ottokar I. Přemysl (1155–1230), König von Böhmen
- Přemysl von Mähren (1209–1239), Markgraf von Mähren
- Ottokar II. Přemysl (1232–1278), König von Böhmen
- Przemysł I. (1220/1221–1257), Herzog von Großpolen
- Przemysł II. (1257–1296), Herzog von Großpolen und Pommerellen, König von Polen
- Přemysl I. (Troppau) (1365–1433), Herzog von Troppau
- Přemysl II. (Troppau), Herzog von Troppau
- Přemysl III. (Troppau), Herzog von Troppau
- Přemysl Pitter (1895–1976), tschechischer Pädagoge und Humanist
- Přemysl Bičovský (* 1950), tschechischer Fußballspieler und -trainer